# Ramouzens
Ramouzens település Franciaországban, Gers megyében. Lakosainak száma 185 fő (2022. január 1.). Ramouzens Dému, Eauze, Lannepax és Noulens községekkel határos.

## Népesség
A település népessége az elmúlt években az alábbi módon változott:
| Lakosok száma | 218  | 193  | 193  | 151  | 138  | 154  | 163  | 168  | 173  | 185  |
|               | 1968 | 1982 | 1990 | 2006 | 2013 | 2015 | 2017 | 2019 | 2020 | 2022 |